# Perszepolisz FC
A Básegháh-e Futbál-e Perszepolisz FC, röviden Perszepolisz FC, egy iráni labdarúgócsapat. A Perszepolisz a Perszepolisz Kulturális és Sportklub multisport labdarúgóklubja. A klub az Iráni Iszlám Köztársaság Sport- és Ifjúsági Minisztériuma tulajdonában volt 2024 áprilisáig, amikor az Ázsiai Labdarúgó-szövetség engedélyezési szabályai miatt a többségi tulajdonrészt hat iráni bankból álló konzorciumhoz került. A klub részvényeinek tíz százaléka nyilvánosan elérhető a teheráni tőzsdén .

## Történelem
1942-ben alapította meg Dr. Abbász Ekrámí, egy tanár a Shahin FC-t, fiatal tanítványai segítségével. Az egyik legfontosabb elődje volt a Perszepolisznak, amit 1963-ban alapított Ali Abdó, miután visszatért hazájába az Amerikai Egyesült Államokból, ahol bokszoló és testépítő is volt. 1971-ben nyerték első bajnoki címüket, majd 1973-ban és 1975-ben uralták az első osztályt.
Az 1979-es iráni forradalomután a klub nehéz időket élt át, Ali Abdó külföldre távozott, a klub tulajdonát állami intézményre ruházták. Az 1990-es évektől egyre sikeresebb lett a klub. Az 1990–91-es Kupagyőztesek Ázsia-kupájába győztese lett. Az AFC-bajnokok ligájában 2018-ban a döntőben maradtak alul a japán Kasima Antlers ellen. A 2020-as szezonban ismét a döntőbe sikerült jutniuk, de a koreai Ulszan Hyundai 2–1-re nyert.

## Sikerlista
- Persian Gulf Pro League bajnoka – 16 alkalommal
  - 1971–72, 1973–74, 1975–76, 1995–96, 1996–97, 1998–99, 1999–2000, 2001–02, 2007–08, 2016–17, 2017–18, 2018–19, 2019–20, 2020–21, 2022–23, 2023–24
- Iráni kupagyőzelem – 7 alkalommal
  - 1987–88, 1990–91, 1998–99, 2009–10, 2010–11, 2018–19, 2022–23
- Iráni szuperkupa-győzelem – 5 alkalommal
  - 2017, 2018, 2019, 2020, 2023
- Kupagyőztesek Ázsia-kupája győztese - 1 alkalommal
  - 1990–91
- AFC-bajnokok ligája második helyezett - 2 alkalommal
  - 2018, 2020